# Víctor Hugo Montaño
Víctor Hugo Montaño (født 1. maj 1984) er en colombiansk fodboldspiller, som spiller hos Once Caldas. Han står desuden (pr. marts 2018) noteret for én kamp for det colombianske landshold.